# Candidaturas a los Juegos Olímpicos de 2016
Siete ciudades presentaron sus candidaturas para acoger los Juegos Olímpicos de 2016, formalmente conocido como la XXXI Olimpiada, que fueron reconocidos por el Comité Olímpico Internacional (COI). Los Juegos se celebrarán a mediados de 2016 como parte del movimiento de los deportes olímpicos. Después de una evaluación técnica de las siete primeras ciudades aspirantes, las cuatro ciudades candidatas fueron preseleccionadas el 4 de junio de 2008, convirtiéndose en candidatas oficiales; Chicago, Madrid, Río de Janeiro y Tokio. Las ciudades aspirantes que no fueron preseleccionadas fueron Bakú, Doha y Praga.
Tokio y Madrid obtuvieron las mejores puntuaciones técnicas durante la fase de aplicación y por ser capitales altamente reconocidas a nivel mundial, ayudó a que pasaran a la ronda final. Sin embargo, los últimos partidos celebrados en Asia y Europa podrían haber afectado su candidatura. Además los Juegos Olímpicos de Verano regresan a América después de veinte años, ya que las últimas en el continente se celebraron en Atlanta 1996, por lo tanto Chicago y Río de Janeiro tenían una ventaja; en especial esta última pues se convertiría en la primera ciudad sudamericana en organizar los Juegos Olímpicos.
El largo e intenso proceso de las candidatas finalizó con la elección de la ciudad de Río de Janeiro que albergará los Juegos Olímpicos de 2016, escogida en la 121 ª Sesión del COI en Copenhague, Dinamarca, el 2 de octubre de 2009.

## Proceso de candidatura
El proceso de candidatura olímpica comienza con la presentación de la solicitud de una ciudad al Comité Olímpico Internacional (COI) por su Comité Olímpico Nacional (NOC) y termina con la elección de la ciudad sede por los miembros del COI durante una reunión ordinaria. El proceso se rige por la Carta Olímpica, como se indica en el capítulo 5, artículo 34.
Desde 1999, el proceso ha consistido en dos fases. Durante la primera fase, que comienza inmediatamente después del plazo de presentación de las candidaturas, las "ciudades candidatas" están obligadas a responder un cuestionario sobre temas de importancia para la organización de unos exitosos Juegos. Esta información permite al COI analizar la capacidad, fortaliza, debilidades y planes de las ciudades aspirantes. Tras el estudio detallado de los cuestionarios presentados y los informes subsiguientes, la Junta Ejecutiva del COI selecciona las ciudades que están calificados para pasar a la siguiente fase. La segunda fase es la verdadera etapa de candidatura: las ciudades aspirantes que fueron aceptadas (de ahora en adelante denominadas "ciudades candidatas" y no "ciudades aspirantes") están obligadas a presentar un segundo cuestionario en un archivo de forma más extenso y más detallado. Estos archivos son cuidadosamente estudiados por la Comisión de Evaluación del COI, un grupo compuesto por los miembros del COI, los representantes de las  federaciones deportivas internacionales, los comités olímpicos nacionales, los atletas, el Comité Paralímpico Internacional, y los expertos internacionales en diversos campos. Los miembros de la Comisión de Evaluación, después, realizan visitas de inspección de cuatro días a cada una de las ciudades candidatas, donde se comprueba los lugares propuestos y se informa sobre los detalles de los temas tratados en el dossier de candidaturas. La Comisión de Evaluación comunica los resultados de sus inspecciones en un informe enviado a los miembros del COI hasta un mes antes de la elección de la Sesión del COI.
La Sesión del COI en la que se elege a la ciudad sede tiene lugar en un país que no presentó una solicitud para organizar los Juegos Olímpicos. La elección se realiza mediante la participación de los miembros del COI (con exclusión de miembros honorarios y de honor), cada uno con un voto. Los miembros de los países que tienen una ciudad que participan en las candidaturas no pueden votar, mientras la ciudad esté en participando. La votación se lleva a cabo en una sucesión de rondas hasta que uno logra una mayoría absoluta de los votos, y si esto no sucede en la primera ronda, la ciudad con el menor número de votos será eliminada y comienza otra ronda de votación. En el caso de un empate por el menor número de votos, una votación de desempate especial se llevaría a cabo, con el ganador pasando a la siguiente ronda. Después de cada ronda, se anuncia la candidata eliminada es anunciada. Tras el anuncio de la ciudad anfitriona, la delegación que gana firma el "Contrato de la Ciudad Anfitriona" con el COI, que delega las responsabilidades de la organización de los Juegos a la ciudad y los Comités Olímpicos Nacionales.

### Evaluación de las ciudades aspirantes
El plazo para presentar solicitudes para los Juegos Olímpicos de 2016 fue el 13 de septiembre de 2007. Las siete ciudades que presentaron aplicaciones antes de esa fecha también presentaron las aplicaciones el 14 de enero de 2008 para la presentación del cuestionario de la primera fase. A través del análisis de los cuestionarios, el COI dio una puntuación media ponderada a cada ciudad basada en las puntuaciones obtenidas en cada uno de los once temas del cuestionario: apoyo político y social, Infraestructura general, sede deportivas, la Villa Olímpica, el medio ambiente, alojamiento, transporte, seguridad, experiencia, finanzas y legado. Si la calificación de una ciudad candidata era superior a seis puntos (puntuación del COI puntuación), la ciudad era considerada de gran capacidad para organizar los Juegos, de lo contrario, sus posibilidades eran muy escasas. El 4 de junio de 2008, el COI anunció las ciudades aceptadas como candidatas: Cuatro de las cinco ciudades candidatas con las puntuaciones más altas avanzaron a la siguiente fase como ciudades candidatas oficiales. Según lo estipulado, el COI les concedió el derecho de usar los Anillos Olímpicos en su emblema de la candidatura, junto con una etiqueta de identificación de cada una como una ciudad candidata. El Comité Olímpico Internacional fue contra precedente cuando seleccionó Río de Janeiro sobre Doha, una ciudad que obtuvo calificaciones más altas pero fue eliminada. Las debilidades de Doha fueron porque era una ciudad con poca población, carecía de instalaciones, y los juegos se planeaban celebrar fuera de la fecha recomendada por el COI. Normalmente, el COI selecciona todas las ciudades candidatas que hallan obtenido la puntuación superior establecida.
El Grupo de Trabajo dividió el Informe de Evaluación sobre once temas detallados y ponderaciones: apoyo gubernamental, aspectos legales y opinión pública (2); infraestructura general (5); sedes deportivas (4); Villa Olímpica(3); condiciones medioambientales e impacto (2); alojamiento (5); transporte (3); seguridad y protección (3); experiencia de otros eventos deportivos (2); financiación (3); y, proyecto general y legado (3). Los ponderados, que oscilan entre 1 y 5 (5 es la más alta), fueron atribuidos por el Grupo de Trabajo para cada criterio, reflejando el nivel de la información solicitada de las ciudades aspirantes en esta fase del proceso de candidatura, y el potencial de alcanzar el nivel requerido para la organización de los Juegos Olímpicos dentro de los siete años de preparación. El Grupo de Trabajo estableció el punto de referencia a los 6 como grado mínimo requerido (en una escala del 0 al 10). Esta calificación fue atribuida por el Grupo de Trabajo de los criterios principales y secundarios, para cada ciudad aspirante, reflejando la evaluación del Grupo de Trabajo (calidad, cantidad, ubicación, concepto, etc.)
Leyenda
| Puntuación posible más alta. (10,0) | Puntuación posible más baja. (0,0) |
| Puntuación individual más alta.     | Puntuación individual más baja.    |
| Puntuación más alta.                | Puntuación más baja.               |

| Criterios | BAK | CHI | DOH | MAD | PRA | RIO | TOK |
| --------- | --- | --- | --- | --- | --- | --- | --- |

|                                                             | Min | Máx | Min | Máx | Min | Máx | Min | Máx | Min | Máx | Min | Máx | Min | Máx  |
| ----------------------------------------------------------- | --- | --- | --- | --- | --- | --- | --- | --- | --- | --- | --- | --- | --- | ---- |
| Apoyo gubernamental, cuestiones jurídicas y opinión pública | 5,7 | 7,4 | 6,2 | 7,9 | 7,0 | 8,7 | 7,5 | 9,0 | 4,3 | 6,7 | 7,3 | 8,8 | 7,0 | 8,5  |
| Infraestructura general                                     | 3,8 | 5,6 | 5,5 | 7,4 | 5,5 | 7,5 | 7,9 | 8,9 | 4,2 | 6,0 | 5,3 | 7,2 | 7,6 | 8,9  |
| Sedes deportivas                                            | 3,2 | 5,6 | 5,8 | 7,2 | 6,8 | 8,2 | 7,9 | 8,8 | 5,0 | 6,3 | 5,8 | 7,4 | 6,9 | 8,7  |
| Villa(s) Olímpica(s)                                        | 6,8 | 8,1 | 7,0 | 8,6 | 6,9 | 8,6 | 7,4 | 8,7 | 4,9 | 7,2 | 6,0 | 7,7 | 7,5 | 8,9  |
| Condiciones medioambientales e impacto                      | 4,2 | 6,0 | 6,0 | 8,0 | 6,4 | 8,2 | 7,4 | 8,8 | 5,4 | 7,4 | 5,6 | 7,6 | 7,6 | 8,8  |
| Alojamiento                                                 | 2,6 | 4,8 | 9,4 | 9,8 | 5,5 | 7,7 | 7,8 | 8,8 | 5,1 | 5,8 | 5,5 | 6,4 | 9,6 | 10,0 |
| Transporte                                                  | 6,0 | 8,5 | 5,3 | 7,8 | 6,5 | 8,3 | 8,0 | 9,0 | 4,8 | 7,0 | 5,5 | 7,5 | 7,5 | 8,5  |
| Seguridad y protección                                      | 4,4 | 5,8 | 7,1 | 8,2 | 5,5 | 7,1 | 7,1 | 7,9 | 4,4 | 6,1 | 4,6 | 7,0 | 7,9 | 9,0  |
| Experiencia de otros eventos deportivos                     | 3,8 | 6,4 | 5,4 | 8,0 | 6,0 | 7,6 | 7,2 | 8,2 | 4,4 | 6,4 | 6,6 | 7,9 | 6,0 | 8,0  |
| Financiación                                                | 4,8 | 6,4 | 6,5 | 8,0 | 6,7 | 8,6 | 6,5 | 8,5 | 4,8 | 6,7 | 6,0 | 7,7 | 7,0 | 8,5  |
| Proyecto general y legado                                   | 3,0 | 5,0 | 5,0 | 8,0 | 5,0 | 7,0 | 8,0 | 9,0 | 4,0 | 5,0 | 5,5 | 8,0 | 7,0 | 9,0  |

### Comisión de evaluación
Nawal El Moutawakel de Marruecos preside la Comisión de Evaluación. También presidió la comisión de evaluación para las Candidaturas a los Juegos Olímpicos de 2012. Otros miembros incluyen al Director Ejecutivo de los Juegos Olímpicos Gilbert Felli, miembros del COI Ching-Kuo Wu de China Taipéi, miembro del COI Craig Reedie de Gran Bretaña, miembro del COI Guy Drut de Francia, miembro del COI Mounir Sabet de Egipto, miembro del COI y atleta de la Comisión Representante Alexander Popov de Rusia, miembro del COI y representante de la ASOIF Els van Breda Vriesman de los Países Bajos y el representante de IPC Gregory Hartung de Australia.
Las inspecciones en las ciudades candidatas fueron realizadas por la Comisión en el segundo trimestre de 2009. Chicago fue visitada del 2 al 8 de abril, Tokio del 14 al 20 de abril, Río de Janeiro del 27 de abril al 3 de mayo, y Madrid del 4 al 9 de mayo. A diferencia de los años anteriores, las visitas de la Comisión se amplió de cuatro días a siete. También publicó una evaluación técnica integral para los miembros del COI un mes antes de las elecciones de octubre de 2009.

## Ciudades candidatas

### Chicago
En el caso de que Chicago hubiese sido seleccionada por el COI, los Juegos de 2016 hubieran sido los primeros Juegos Olímpicos de Verano, celebrados en América desde los Juegos de Atlanta 1996.
El 4 de junio de 2008, Chicago fue nombrada como una de las cuatro finalistas para los Juegos Olímpicos de 2016. La selección final será celebrada el 2 de octubre de 2009, en Copenague, Dinamarca.
El 11 de septiembre se anunció que Michelle Obama encabezará la delegación de Chicago que viajará a Dinamarca para la votación del 2 de octubre en la que el COI elegirá la sede de los Juegos Olímpicos de 2016, aunque todavía el presidente Barack Obama dijo que no lo haría. La primera dama dijo que asumiría el papel de impulsar su ciudad natal en la candidatura "con gran orgullo". "No hay duda de que Chicago ofrecería al mundo un entorno fantástico para estos juegos históricos y espero que la antorcha olímpica tenga la oportunidad de brillar con fuerza en mi ciudad natal", dijo Michelle Obama. Valerie Jarret, una de las principales asesoras de Obama, también es de Chicago y que ha trabajado para la candidatura de la ciudad, acudirá a Copenhague para la votación.
En caso en que Chicago hubiese sido elegida para albergar los Juegos Olímpicos de 2016, la ciudad hubiera blindado económicamente ya que el Ayuntamiento de la ciudad firmaría un seguro multimillonario con el objetivo de proteger a los contribuyentes de posibles gastos en caso de un ataque terrorista, daños en los estadios o incluso una pandemia. El equipo del alcalde Richard Daley gastaría alrededor de unos 1.200 millones de dólares (816 millones de euros) en pólizas de seguros para cubrir los posibles costes provocados por daños en las infraestructuras o de tipo sanitario si la ciudad sufre algún atentado. También se dijo que reservaría cierto monto en esa póliza para cubrir posibles eventualidades en caso de que se cancelen los Juegos.
Chicago fue eliminada en la primera ronda.

### Madrid
El 6 de julio de 2006 el Pleno del Ayuntamiento de Madrid aprobó por unanimidad presentar la candidatura de la ciudad para organizar los Juegos Olímpicos de 2016, un año después de que la candidatura de Madrid 2012 fuera derrotada en la Sesión del Comité Olímpico Internacional en Singapur, en la que se eligió a Londres como sede de los XXX Juegos Olímpicos de Verano. Desde el Pleno, el entonces alcalde de Madrid Alberto Ruiz-Gallardón viajó por todo el mundo concertando entrevistas y conociendo más a los miembros del COI con el objetivo de conseguir las olimpiadas.
Después de elegir el logo oficial de la candidatura mediante consulta popular de entre más de 2.700 opciones, y tras la aprobación de la misma por un grupo de expertos, el emblema elegido fue el de una mano con una M de Madrid tallada en la palma y rellena con los colores olímpicos en una combinación con curvas entrelazadas. Su nombre es "Corle" y fue diseñado por el argentino Joaquín Malle.
El 13 de septiembre de 2007 el COI aceptó la candidatura de Madrid 2016.
El 4 de junio de 2008, en el anuncio de las cuatro candidatas oficiales en Atenas, Madrid obtuvo una valoración del COI de 8,1 puntos sobre diez, por detrás de Tokio (8,3) y por delante de Chicago (7,0) y Río de Janeiro (6,4).
José Luis Rodríguez Zapatero, presidente de España, y Lula, presidente brasileño, acordaron en Nueva York, durante una reunión de la ONU el 22 de septiembre, que una ciudad apoyaría a la otra si se diera el caso de que alguna no superara las primeras votaciones del COI el 2 de octubre. El motivo es aumentar las posibilidades si una de ellas quedara eliminada antes de la última votación. Ambas son las representantes del "mundo latino" entre las candidatas.

### Río de Janeiro
Río de Janeiro fue escogida por unanimidad por el Comité Olímpico Brasileño (COB) como la ciudad nacional aspirante para las XXXI Olimpiadas el 1 de septiembre de 2006, iniciando un proceso de diez años hasta los Juegos Olímpicos. TFue en el 2007 cuando Río de Janeiro fue la sede de los Juegos Panamericanos de 2007 y fue la que le dio el puesto a Guadalajara para los Juegos Panamericanos de 2011, ahora, tiene la candidatura para los Juegos Olímpicos de 2016, así, la ciudad busca ser la sede, poder ganar, y poder realizar los primeros Juegos Olímpicos en Sudamérica. Otras ciudades de Sudamérica como Buenos Aires (principalmente) han intentado ser sedes de algunos Juegos Olímpicos, pero no lo han logrado. La única ciudad latinoamericana que ha realizado unos Juegos Olímpicos ha sido la Ciudad de México. Río de Janeiro ya ha intentado realizar unos Juegos Olímpicos, pero ha fallado, intentó para los Juegos Olímpicos de 2004, incluso para los Juegos Olímpicos de 2012. En septiembre de 2006, se anunció que Río podría ser una candidata a estos juegos, y que era muy posible, ya que la ciudad estaba en forma para realizarlos. En junio de 2008 el Comité Olímpico de Río de Janeiro anunció que Río sería una candidata para los Juegos de 2016. Esta es la primera vez que Río de Janeiro ha llegado a las finales o a la última etapa de este concurso. Cuando se decidieron los finalistas de la candidatura a ser sedes de estos juegos en Acapulco, Río de Janeiro habló sobre que esta ciudad podría marcar historia al ser la primera ciudad en realizar unos Juegos Olímpicos en Sudamérica, y también, que desde hace poco más de 40 años no se han realizado unos Juegos Olímpicos en Latinoamérica después de México 68 y que esta podría ser una oportunidad para Latinoamérica. Así es como Río de Janeiro compite contra los finalistas (Madrid, Chicago y Tokio) para realizar los Juegos Olímpicos de 2016.

### Tokio
El Comité Olímpico Japonés (COJ) escogió Tokio sobre Fukuoka en agosto de 2006.
Tokio cambien ha albergado exitosamente la Copa Mundial FIFA 2002, en la cual Japón lo celebró junto con Corea del Sur. Japón anteriormente también había albergado los Juegos Olímpicos en los Juegos de 1964 en Tokio, los Juegos Olímpicos de Invierno de 1972 en Sapporo y los Juegos Olímpicos de Invierno de 1998 en Nagano.
El Comité Olímpico Japonés (JOC) puso como fecha límite el 30 de agosto de 2006, para que las ciudades se inscribieran. Fue decidido el 30 de agosto de 2006, que Tokio sería la candidata para el país en 2016. Las otras candidaturas importantes de Japón fue la ciudad occidental de Fukuoka en la isla de Kyūshū. Entre las ciudades de Osaka, Sapporo y Nagoya también mostraron su interés por postularse.
Tokio fue eliminada en la segunda ronda.

## Ciudades aspirantes
Estas ciudades fueron eliminadas en junio de 2008.

### Bakú
La candidatura de Bakú fue anunciada por el presidente de dicho país, Ilham Aliyev, el 8 de abril de 2007. Esta es la primera candidatura realizada tanto por dicha ciudad como por Azerbaiyán en su historia. Las ciudades de Mingechevir y Ganja fueron presentadas en conjunto a Bakú para la realización de los eventos de fútbol.
Diversos factores vuelven poco probable el éxito de esta candidatura. Azerbaiyán posee una corta historia en el concierto olímpico (participando por primera vez en Atlanta 1996 y alcanzando sólo tres medallas de oro hasta la fecha), una economía poco desarrollada tras el fin de la Unión Soviética, la falta de infraestructura y experiencia deportiva, los problemas de seguridad especialmente relacionados con las regiones separatistas del Alto Karabaj y Najicheván, y la elección de la cercana ciudad rusa de Sochi para los Juegos de invierno de 2014. Además, la ciudad ha dado ejemplo de no saber llevar un acontecimiento deportivo importante durante la celebración del preolímpico de hockey hierba, donde varias jugadoras de diversos países fueron intoxicadas bien por agua, bien por aire acondicionado, además de recibir llamadas nocturnas que imposibilitaban dormir.

### Doha
La candidatura de Doha corresponde a la primera en la historia realizada por un país de la península arábiga. La capital catarí posee poca experiencia deportiva pero en el último tiempo ha organizado diversos eventos, destacando los Juegos Asiáticos de 2006, invirtiendo más de US$ 2,8 millones en diversas obras como el Estadio Khalifa y el Aspire Zone, el recinto deportivo techado más grande del mundo.
Dentro de los factores que complican la candidatura de Doha se incluye la inestabilidad existente en Medio Oriente, las altas temperaturas durante el verano (superando los 40 °C), la corta historia del país dentro del movimiento olímpico y el pequeño tamaño tanto de la ciudad como del país. Obtuvo mejor puntuación que Río de Janeiro, pero el COI la rechazó por su propuesta de organizar los Juegos en octubre.

### Praga
El 22 de marzo de 2007, Praga confirmó su candidatura cuando la Asamblea de Praga votó 53-10-3 en apoyo al lanzar una candidatura oficial. Una de las ciudades más hermosas y visitadas de Europa, La candidatura checa fue aprobada por la asamblea municipal el 22 de marzo de 2007 por 52 votos a favor, 10 en contra y 3 abstenciones. Así, la ciudad presentó su primera candidatura desde su fallida postulación en 1924.
Esta candidatura posee gran apoyo por parte de las autoridades locales y gubernamentales, pero es considerada como una preparación para candidaturas en un futuro cercano con mayor certeza. Dentro de los grandes problemas que enfrenta un eventual éxito de la candidatura checa se encuentra la falta de un estadio de características olímpicas y otros recintos deportivos y, al igual que Madrid, la elección de Londres y de Sochi para los dos Juegos Olímpicos previos hacen poco probable la elección de otra ciudad europea consecutivamente por parte del COI.

### Ciudades que no oficializaron su candidatura
Una gran cantidad de ciudades anunciaron o plantearon sus intenciones de presentar sus candidaturas, sin embargo éstas fueron descartadas o no se presentaron en el plazo correspondiente. A continuación se listan algunas de éstas:
- Baltimore-Washington DC, Estados Unidos: Retiro anunciado por el Comité de la candidatura para los Juegos de 2012, el 13 de septiembre de 2005.[48]
- Bangkok, Tailandia: Según el primer ministro Thaksin Shinawatra, en agosto de 2004;[49] el golpe de Estado contra su gobierno acabaría con los planes.
- Dubái, Emiratos Árabes Unidos: Diversas fuentes manifestaron los deseos de participar en la carrera, pero a último minuto la idea no fue concretada.
- Filadelfia, Estados Unidos: Descartada el 26 de julio de 2006 por el Comité Olímpico de los Estados Unidos[50]
- Fukuoka, Japón: El Comité Olímpico Japonés optó por Tokio como representante nipona el 30 de agosto de 2006
- Hamburgo, Alemania: Según el alcalde de la ciudad, el 10 de julio de 2006.[51] Hamburgo posteriormente decidió enfocarse en una candidatura para los años siguientes, desechando la postulación inicial.
- Houston, Estados Unidos: Descartada el 26 de julio de 2006 por el Comité Olímpico de los Estados Unidos.[50]
- Lima, Perú: El presidente Alan García anunció la candidatura el 21 de mayo de 2008, aun cuando el plazo de inscripciones había finalizado un año antes. La candidatura fue finalizada algunos días después por parte del Comité Olímpico Peruano.[52][53]
- Los Ángeles, Estados Unidos: Derrotada por Chicago en la elección final de la sede por el Comité Olímpico de los Estados Unidos, el 14 de abril de 2007.[50]
- Milán, Italia: La nueva alcaldesa de la ciudad informó al Comité Olímpico Italiano sobre la renuncia, el 17 de junio de 2006.[54]
- Monterrey, México: Un movimiento popular instaló la idea que sería aprobada posteriormente por el municipio de la ciudad, pero sería rechazado por el Comité Olímpico Mexicano al cierre del plazo oficial.[55]
- Nairobi, Kenia: Según el ministro keniata de Deportes, el 12 de enero de 2005.[56] Finalmente, no fue presentada la candidatura.
- Nueva Delhi, India: El Comité Olímpico Indio anunció el 23 de abril de 2007 que su país renunciaba a presentar una candidatura para los Juegos Olímpicos.[57]
- Roma, Italia: El alcalde de la ciudad renunció a la candidatura por "falta de apoyo político", el 11 de julio de 2006.[58]
- Sapporo, Japón: Retiro anunciado por el alcalde de la ciudad, el 18 de febrero de 2006.[59]
- San Francisco, Estados Unidos: A pesar de ser seleccionada para la votación final por el Comité Olímpico de Estados Unidos, el fracaso de las negociaciones con los San Francisco 49ers para el uso de su estadio como sede olímpica obligaron a la renuncia de la candidatura, anunciada el 13 de noviembre de 2006.[60]

- /  San Diego y Tijuana discutieron sobre la posibilidad de hacer unos Juegos Binacionales, convirtiéndose los primeros.[61]

## Índices de predicción
Dos sitios web, GamesBids.com y Around the Rings, se especializan en dar índices de predicción sobre la base de evaluaciones olímpicas. Ellos emiten periódicamente un análisis de las ciudades candidatas y les asigna una puntuación entre 0 y 100, o 0 y 110, respectivamente. La puntuación produce un número que puede ser utilizado para calificar una candidatura con relación a otras candidaturas exitosas - y posiblemente medir posibilidad de ser electa. La escala de GamesBids.com se llama BidIndex, La de Around the Ring se llama Power Index.
| Índices no oficiales | Índices no oficiales |            |
| --- | -------------------- | ---------- |
| \| Candidata \| BidIndex[n. 1] \| PowerIndex[n. 2] \| \| ------------------------- \| -------------- \| ---------------- \| \| Tokio (detalles) \| 59.20 \| 80 \| \| Madrid (detalles) \| 57.80 \| 80 \| \| Chicago (detalles) \| 60.01 \| 83 \| \| Río de Janeiro (detalles) \| 61.61 \| 84 \| \| Doha (detalles) \| 53.46 \| \| \| Praga (detalles) \| 37.17 \| \| \| Bakú (detalles) \| 36.43 \| \| |                      |            |
| Candidata | BidIndex             | PowerIndex |
| Tokio (detalles) | 59.20                | 80         |
| Madrid (detalles) | 57.80                | 80         |
| Chicago (detalles) | 60.01                | 83         |
| Río de Janeiro (detalles) | 61.61                | 84         |
| Doha (detalles) | 53.46                |            |
| Praga (detalles) | 37.17                |            |
| Bakú (detalles) | 36.43                |            |

### Documentos oficiales del COI
- Procedimiento de aceptación de la candidatura (en inglés)

Candidaturas a los Juegos Olímpicos de 2016
- Datos: Q2920935
- Multimedia: 2016 Summer Olympics bids / Q2920935